# Glockhaus (Osttirol)
Glockhaus är ett berg i Österrike. Det ligger i förbundslandet Tyrolen, i den centrala delen av landet. Toppen på Glockhaus är 3 103 meter över havet. Berget ingår i Venedigergruppe.
Den högsta punkten i närheten är 3 479 meter över havet, 3,5 km nordost om Glockhaus.
Trakten runt Glockhaus består i huvudsak av kala bergstoppar.